# Gil Roberts
Gil Roberts, född den 15 mars 1989 i Oklahoma City, är en amerikansk friidrottare.
Han tog OS-guld på 4 x 400 meter stafett i samband med de olympiska friidrottstävlingarna 2016 i Rio de Janeiro..